# Виноделие в Абхазии

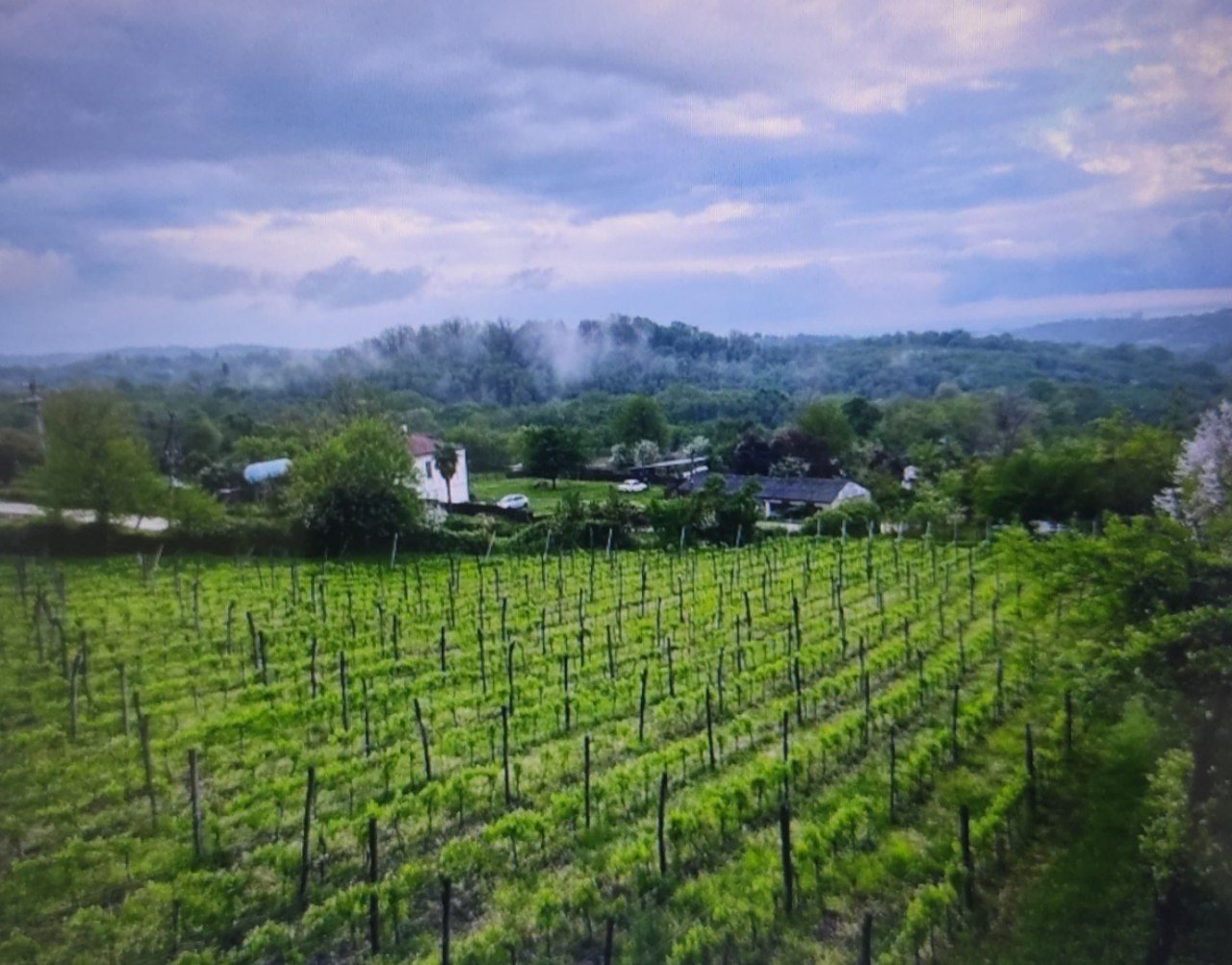
«Виноградники Аргун иашта в селе Куланырхуа» (2022)

Абхазия имеет одни из древнейших в мире традиции виноделия, которые тесно и неразрывно связаны с национальной культурой. Археологические и лингвистические данные позволяют отнести Абхазию к первичным очагам возникновения культурной виноградной лозы

## История
В Анабасисе древнегреческого писателя Ксенофонта в V веке до нашей эры встречаются такие строки про абхазское вино:
Встретилось и вино, которое в несмешанном виде показалось кислым и горьким, но разбавленное водой имело приятный запах и вкус.

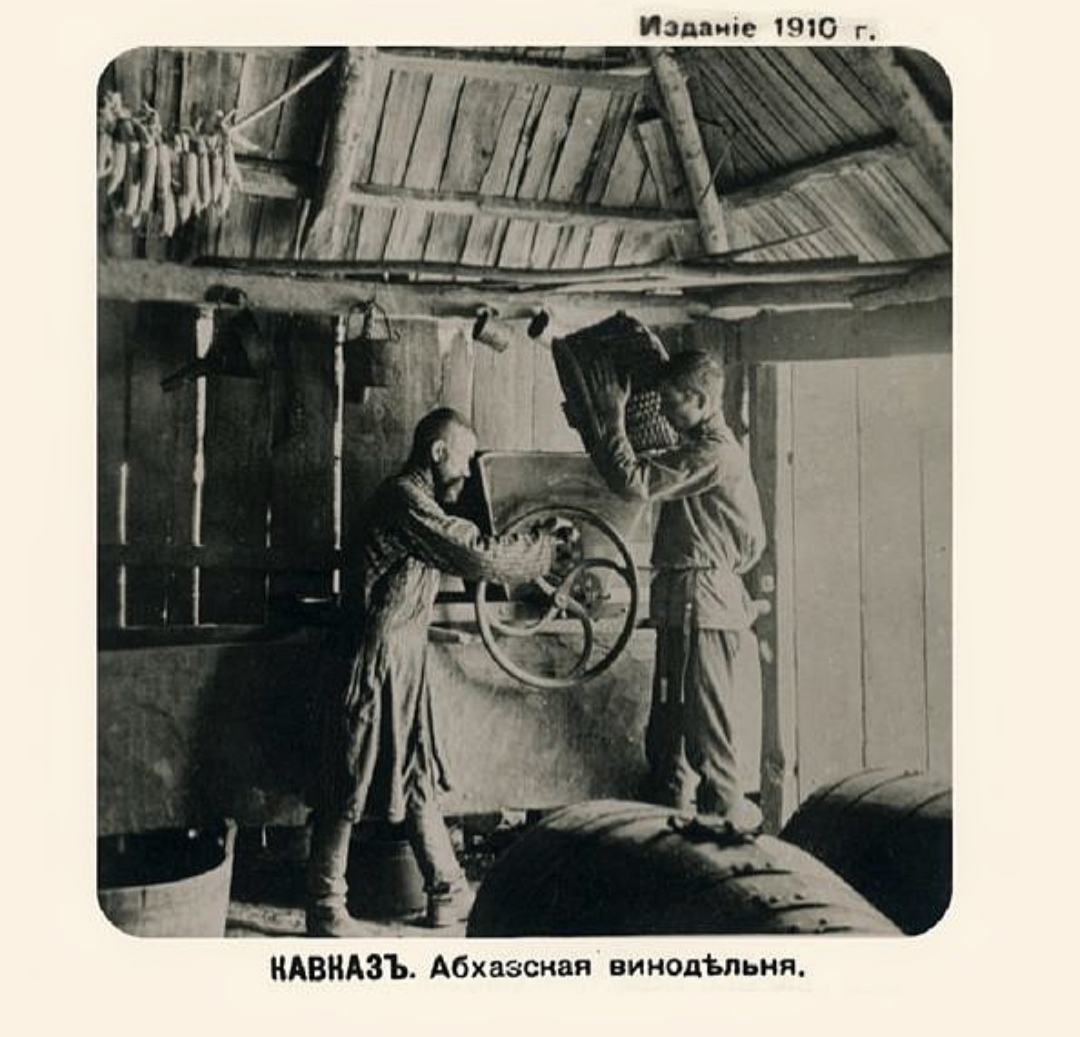
Абхазская винодельня в 1910 году

В произведении "Война с готами. О постройках" византийского писателя VI века нашей эры Прокопия Кесарийского можно встретить такие слова об Абхазии: 
Из всех земель Колхиды это самая лучшая. Тут выделывается вино и растет много хороших плодов…
Виноделие в Абхазии вновь приобретает широкую известность за её пределами в период генуэзского присутствия в Абхазии. Итальянцы поддерживали виноделие на довольно высоком уровне. Поэтому не случаен тот факт, что именно при генуэзцах в XIV–XV вв.
Себастополис стал известен как крупный экспортёр вина.
Абхазские вина стали вывозиться далеко за пределы страны,
особенно в Золотую Орду и Каффу.
В своей книге 1839 года "ПУТЕШЕСТВИЕ ВОКРУГ КАВКАЗА. У ЧЕРКЕСОВ И АБХАЗОВ, В КОЛХИДЕ, В ГРУЗИИ, В АРМЕНИИ И В КРЫМУ", французский путешественник Фредерик Дюбуа де Монперэ оставил такие заметки: Виноградные лозы повсюду в диком состоянии и дают мелкий виноград; из него не приготовляют вина у натухаджей, и только, приближаясь к Абхазии, в краю убыхов, сахов и других племен, можно увидеть, что жители занимаются этой отраслью хозяйства; вино, изготовляемое этими племенами, хорошего качества.

## Традиции абхазского застолья
Знаменитые абхазские застолья собираются по самым разным поводам: это рождение и смерть, свадьбы и поминки, дни рождения и крестины. И все они сопровождаются большим количеством тостов, которые произносятся в определенном порядке. Непременным атрибутом любого абхазского застолья - от самого скромного до самого пышного - является тамада - почетный председатель, который руководит всем процессом и которого все присутствующие слушаются беспрекословно. Выбор и назначение тамады (одного из старейших и самых уважаемых членов семьи и рода) также сопровождается целым рядом обрядов 
Абхазский застольный этикет подразумевает, строгую очередность произносимых тостов, которые разнятся в зависимости от мероприятия. Любое застолье начинается ритуальным тостом, в котором абхазы неизменно обращаются к Всевышнему, прося его ниспослать благость, произнося буквально “Господи, даруй нам теплоту своих очей!” 
Так же полагается, что тот человек, в честь кого произносят тост, если он моложе тамады, должен стоять. Кроме того, если бокал поднимают за старшего по возрасту человека, все участники застолья, которые моложе его - также встают. 
За абхазским столом считается неприличным слишком много и громко говорить. Напротив, приветствуется скромность и сдержанность. Эта же умеренность во всем распространяется и на количество выпитого за столом алкоголя.
Согласно абхазским традициям, человек вставший из-за стола, не может больше вернуться за него.

## Культивируемые автохтонные сорта винограда
Амлаху  (абх. Амлахәы) - абхазский сорт красного винограда. В переводе означает «блюдо голодного» - такое название возникло, вероятно, благодаря высокой сахаристости ягод и крупным размерам грозди.  Относится к эколого-географической группе сортов бассейна Черного моря.
Созревает в конце октября. Лист средний, округлый, реже слабоовальный, трехлопастный, иногда слабо пятилопастный или цельный, на нижней стороне листа опушение паутинистое. Поверхность листа темно-зеленая, сетчато-морщинистая или мелкопузырчатая. Черешковая выемка открытая , лировидная с узким устьем и округлым или заостренным дном, реже закрытая с яйцевидным просветом и заостренным дном.
 Ауасырхуа  (абх. Ауасырхәа) - абхазский сорт белого винограда. Название ауасырхуа можно перевести с абхазского языка как "предгорье, где пасутся бараны".
 Акачич (синонимы—Качичажь, Ажькачич, Акачич) (абх. Акачыч) - древнейший абхазский сорт эколого-географической группы бассейна Черного моря (Prolespontika Negr). Его с давних времен культивировали в Древней Колхиде (современная территория Абхазии - часть грузинской Западной Мегрелии).⠀
 Ажапш  (абх. Ажьапшь) - абхазский сорт красного винограда. Этимология достаточно прозрачная. Состоит из двух слов ажь - виноград и апщ - святой, либо рыжий. Относится к эколого-географической группе сортов бассейна Черного моря.
Созревает в середине октября. Лист довольно крупный, округлый или слегка продолговатый, трехлопастный, слабо рассеченный,   иногда почти цельный, на нижней стороне листа опушение слабое паутинистое и густое щетинистое, у листьев нижнего яруса опушение средней густоты. Пластинка листа плоская, светло-зеленая. Поверхность листа сетчато-морщинистая. Черешковая выемка обычно закрытая, с сильно налегающими лопастями, с яйцевидным или эллиптическим просветом, реже без просвета, иногда открытая, лировидная. Цветок ФЖТ. Гроздь средняя, коническая, лопастная, реже ширококоническая, обычно рыхлая, иногда средней плотности. Ягода средняя, округлая, розовая с переходами от светло-розовой до темно-розовой в период полной зрелости винограда. Мякоть хрустящая, расплывающаяся, с комом вокруг семян.
 Агбажь  (абх. аӷбажь) - абхазский сорт красного винрграда. Относится к эколого-географической группе сортов бассейна Черного моря. 
Созревает в конце октября. Лист средний, округлый, слабо  трехлопастный, почти цельный, темно-зеленый,  на нижней стороне листа опушение густое паутинистое. Черешковая выемка открытая, лировидная с  округлым или заостренным дном. Цветок обоеполый. Гроздь средняя, коническая, реже цилиндрическая, крылатая, плотная или средней плотности, реже очень плотная. Ягода средняя, округлая, черная с сизым оттенком от слабого воскового налета. Мякоть плотная, расплывающаяся. Кожица тонкая, но плохо отделяется от мякоти. Вкус приятный, с сортовым ароматом. Сок слабо-розовый.

## Упоминание в культуре
Известный прозаик Фазиль Искандер написал в своем стихотворении "В давильне" о процессе производства вина у абхазов такие строки:
В давильне давят виноград —

Вот что важнее всех событий.

В дубовом дедовском корыте

Справляют осени обряд.

Крестьяне, закатав штаны,

Ведут языческие игры.

Измазанные соком икры

Работают, как шатуны.